# Mane Attraction
Albums de White Lion
Big Game
(1989) The Best of White Lion
(1992)
Singles
1. Love Don't Come Easy
Sortie : avril 1991
2. Broken Heart
Sortie : 1991
3. Lights and Thunder
Sortie : avril 1991

Mane Attraction est le quatrième album du groupe américain de hard rock/glam metal, White Lion. Il est sorti le 2 avril 1991 sur le label Atlantic Records et a été produit par Richie Zito.

## Historique
L'album prit au groupe près de deux années pour l'écriture et l'enregistrement. Il fut finalement enregistré dans les studios A&M de Hollywood en Californie. Malheureusement, il sortit en plein déferlement de la vague grunge et n'eut pas le succès des albums précédents. Peu de temps après sa sortie, après la tournée européenne, James LoMenzo et Greg D'Angelo quittèrent le groupe et furent remplacés pour la tournée par Jimmy DeGrasso (batterie) et Tony Cardonara (basse).
Le groupe se sépara à la fin de la tournée de promotion après un dernier concert donné à Boston le 2 septembre 1991.
Il ne se classa qu'a une modeste 61e place dans les charts américains mais reçu un bon accueil en Europe (Suisse # 11, Allemagne # 35, UK # 31). Le titre instrumental Blue Monday est un hommage à Stevie Ray Vaughan qui décéda alors que le groupe écrivait les titres de cet album. La chanson Broken Heart était déjà sortie sur le premier album du groupe, 

## Liste des titres
- Tous les titres sont signés par Mike Tramp et Vito Bratta

| No  | Titre                  | Durée |
| --- | ---------------------- | ----- |
| 1.  | Lights and Thunder     | 8:09  |
| 2.  | Broken Heart           | 4:07  |
| 3.  | Leave Me Alone         | 4:26  |
| 4.  | Love Don't Come Easy   | 4:10  |
| 5.  | You're All I Need      | 4:25  |
| 6.  | It's Over              | 5:17  |
| 7.  | Warsong                | 6:56  |
| 8.  | She's Got Everything   | 6:53  |
| 9.  | Till Death Do Us Apart | 5:30  |
| 10. | Out with the Boys      | 4:33  |
| 11. | Blue Monday            | 4:20  |
| 12. | Farewell to You        | 4:24  |

## musiciens
- Mike Tramp: chant
- Vito Bratta: guitares
- James LoMenzo: basse
- Greg D'Angelo: batterie, percussion

Musiciens additionnels
- Jai Winding: piano
- Kim Bullard: orgue Hammond B3
- Ron Young: chœurs sur "She's Got Everything"
- Tommy Funderburk: chœurs sur les titres 2, 4 & 5

## Charts

### Album
| Pays                          | Durée du classement | Meilleur classement | Date          |
| ----------------------------- | ------------------- | ------------------- | ------------- |
| Allemagne (GfK Entertainment) | 11 semaines         | 35e                 | 13 mai 1991   |
| États-Unis (Billboard 200)    | 13 semaines         | 61e                 | 4 mai 1991    |
| Royaume-Uni (UK Albums Chart) | 2 semaines          | 31e                 | 20 avril 1991 |
| Suède (Sverigetopplistan)     | 3 semaines          | 23e                 | 24 avril 1991 |
| Suisse (Schweizer Hitparade)  | 7 semaines          | 11e                 | 5 mai 1991    |

### Singles
| Single               | Chart                    | Position | Date          |
| -------------------- | ------------------------ | -------- | ------------- |
| Love Don't Come Easy | (Mainstream Rock Tracks) | 24e      | 20 avril 1991 |
| Lights and Thunder   | (UK Singles Chart)       | 95e      | 6 avril 1991  |